# Ratchet & Clank
Ratchet & Clank är ett plattformsspel för Playstation 2, släppt 2002. Spelet är det första inom Ratchet & Clank-spelserien och har fått uppföljare till Playstation 2, Playstation Portable och Playstation 3.

## Handling
Ratchet är en ung lombax och mekaniker på planeten Veldin i utkanten av den avlägsna galaxen Solana. När roboten Clank kraschlandar en bit från Ratchets verkstad springer han dit. Han tar med sig Clank tillbaka och kommer snart underfund med att Clank vill hitta kapten Qwark. Tillsammans beger de sig iväg för att hitta Qwark.
Detta är ett äventyrsspel med totalt 19 världar att spela i.